# Romagnat
Romagnat (/ʁɔ.ma.ɲa/ ) est une commune française, située dans le département du Puy-de-Dôme en région Auvergne-Rhône-Alpes. Elle fait partie de l'aire d'attraction de Clermont-Ferrand.

## Géographie

### Localisation
Romagnat est située au centre du département du Puy-de-Dôme, à 5,5 km au sud de Clermont-Ferrand à vol d'oiseau.
Elle est limitrophe avec Beaumont, Aubière, Pérignat-lès-Sarliève, La Roche-Blanche, Chanonat, Saint-Genès-Champanelle et Ceyrat.
| Beaumont                        |          | Aubière               |
| Ceyrat, Saint-Genès-Champanelle | Romagnat | Pérignat-lès-Sarliève |
|                                 | Chanonat | La Roche-Blanche      |

### Géologie et relief
L'altitude maximale est de 838 mètres au puy Giroux.

### Hydrographie
La commune est traversée par l'Artière ainsi que son affluent, la Gazelle.

### Climat
Pour des articles plus généraux, voir Climat d'Auvergne-Rhône-Alpes et Climat du Puy-de-Dôme.
En 2010, le climat de la commune est de type climat des marges montargnardes, selon une étude du Centre national de la recherche scientifique s'appuyant sur une série de données couvrant la période 1971-2000. En 2020, Météo-France publie une typologie des climats de la France métropolitaine dans laquelle la commune est exposée à un climat de montagne ou de marges de montagne et est dans la région climatique Nord-est du Massif Central, caractérisée par une pluviométrie annuelle de 800 à 1 200 mm, bien répartie dans l’année.
Pour la période 1971-2000, la température annuelle moyenne est de 10,7 °C, avec une amplitude thermique annuelle de 15,9 °C. Le cumul annuel moyen de précipitations est de 973 mm, avec 9,5 jours de précipitations en janvier et 7,1 jours en juillet. Pour la période 1991-2020, la température moyenne annuelle observée sur la station météorologique de Météo-France la plus proche, « Clermont-Ferrand », sur la commune de Clermont-Ferrand à 6 km à vol d'oiseau, est de 12,1 °C et le cumul annuel moyen de précipitations est de 563,4 mm,. Pour l'avenir, les paramètres climatiques de la commune estimés pour 2050 selon différents scénarios d'émission de gaz à effet de serre sont consultables sur un site dédié publié par Météo-France en novembre 2022.
| Mois                                  | jan.             | fév.            | mars             | avril           | mai             | juin          | jui.            | août           | sep.            | oct.            | nov.             | déc.             | année     |
| ------------------------------------- | ---------------- | --------------- | ---------------- | --------------- | --------------- | ------------- | --------------- | -------------- | --------------- | --------------- | ---------------- | ---------------- | --------- |
| Température minimale moyenne (°C)     | 0,6              | 0,6             | 3                | 5,3             | 9,1             | 12,6          | 14,5            | 14,4           | 10,9            | 8,3             | 3,9              | 1,4              | 7,1       |
| Température moyenne (°C)              | 4,3              | 5,1             | 8,3              | 10,9            | 14,8            | 18,4          | 20,6            | 20,6           | 16,7            | 13              | 7,9              | 5                | 12,1      |
| Température maximale moyenne (°C)     | 8                | 9,5             | 13,7             | 16,6            | 20,5            | 24,2          | 26,8            | 26,8           | 22,5            | 17,8            | 12               | 8,6              | 17,3      |
| Record de froid (°C) date du record   | −23,1 05.01.1971 | −29 14.02.1929  | −21,3 11.03.1931 | −7,1 08.04.03   | −4,2 02.05.1938 | 1 02.06.1975  | 3,8 03.07.1948  | 2,4 24.08.1980 | −3 24.09.1928   | −9,2 29.10.1997 | −11,8 23.11.1993 | −25,8 18.12.1933 | −29 1929  |
| Record de chaleur (°C) date du record | 22,1 30.01.02    | 25,9 28.02.1960 | 26,6 25.03.1981  | 31,3 16.04.1949 | 33 17.05.1945   | 40,9 26.06.19 | 40,7 31.07.1983 | 40,4 24.08.23  | 36,8 16.09.1987 | 33,2 02.10.23   | 24,7 08.11.15    | 21,9 30.12.1925  | 40,9 2019 |
| Ensoleillement (h)                    | 846              | 1 096           | 1 654            | 1 791           | 1 997           | 2 252         | 2 556           | 2 432          | 1 914           | 136             | 903              | 777              | 19 579    |
| Précipitations (mm)                   | 26,6             | 18,7            | 26,1             | 51,1            | 66,5            | 67,5          | 63,3            | 62             | 57,5            | 48,8            | 46,2             | 29,1             | 563,4     |

### Milieux naturels et biodiversité
Située à proximité de la faille de la Limagne, la commune comprend plusieurs milieux naturels :
- le puy de Chomontel, intégrée dans la zone Natura 2000 « Vallées et coteaux xérothermiques des Couzes et Limagnes » et abrite de nombreuses espèces d'orchidées. Ce site, de 3,5 ha, est géré par le Conservatoire d'espaces naturels (CEN) Auvergne ;
- le parc Bernard-de-Tocqueville, parc de dix hectares labellisé « refuge LPO » depuis le 15 octobre 2011 ;
- le plateau de Gergovie, au sud de la commune.

## Urbanisme

### Typologie
Au 1er janvier 2024, Romagnat est catégorisée ceinture urbaine, selon la nouvelle grille communale de densité à sept niveaux définie par l'Insee en 2022.
Elle appartient à l'unité urbaine de Clermont-Ferrand, une agglomération intra-départementale regroupant 17  communes, dont elle est une commune de la banlieue,,. Par ailleurs la commune fait partie de l'aire d'attraction de Clermont-Ferrand, dont elle est une commune de la couronne,. Cette aire, qui regroupe 209 communes, est catégorisée dans les aires de 200 000 à moins de 700 000 habitants,.

### Occupation des sols
L'occupation des sols de la commune, telle qu'elle ressort de la base de données européenne d’occupation biophysique des sols Corine Land Cover (CLC), est marquée par l'importance des territoires agricoles (60,3 % en 2018), en diminution par rapport à 1990 (64 %). La répartition détaillée en 2018 est la suivante : zones agricoles hétérogènes (33,8 %), prairies (24,5 %), zones urbanisées (19,6 %), forêts (18,1 %), zones industrielles ou commerciales et réseaux de communication (2 %), cultures permanentes (1 %), terres arables (0,9 %). L'évolution de l’occupation des sols de la commune et de ses infrastructures peut être observée sur les différentes représentations cartographiques du territoire : la carte de Cassini (XVIIIe siècle), la carte d'état-major (1820-1866) et les cartes ou photos aériennes de l'IGN pour la période actuelle (1950 à aujourd'hui).

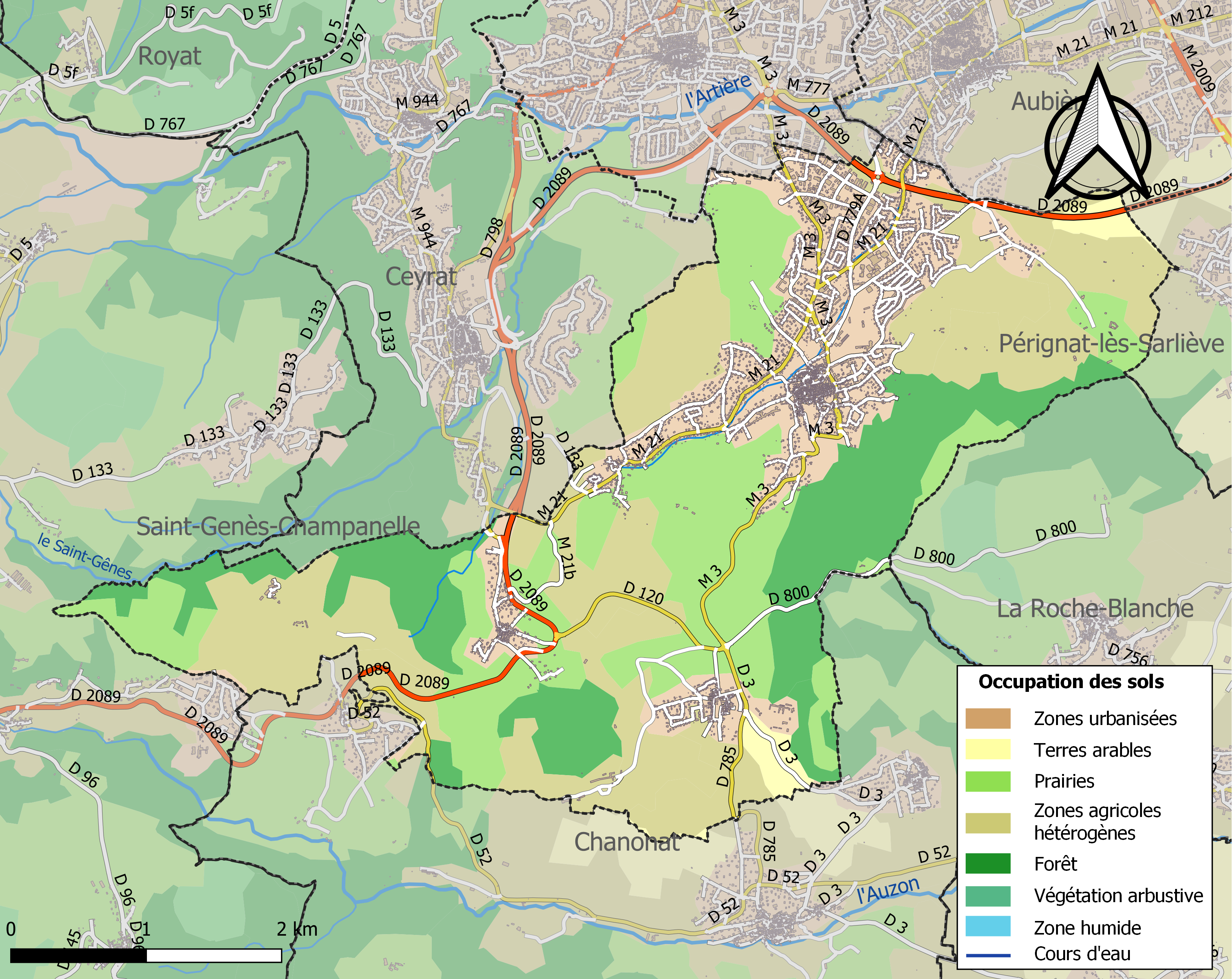
Carte des infrastructures et de l'occupation des sols de la commune en 2018 (CLC).

### Morphologie urbaine
Le quartier Bezance abrite la mairie, ancien château du baron de Romagnat.
La Gazelle est un quartier d'habitation où sont situés le lycée professionnel et une école primaire.
De nombreux commerces sont installés place de la Liberté, devenue place François-Mitterrand, en centre-ville.
On trouve dans le quartier Pérouses la gendarmerie, un complexe sportif (gymnase, terrains de football, de rugby et de tennis). C'est avant tout un quartier d'habitation.
Le carrefour entre les avenues Jean-Jaurès et Jean-Moulin a été rénové courant 2012-2013.[réf. souhaitée]

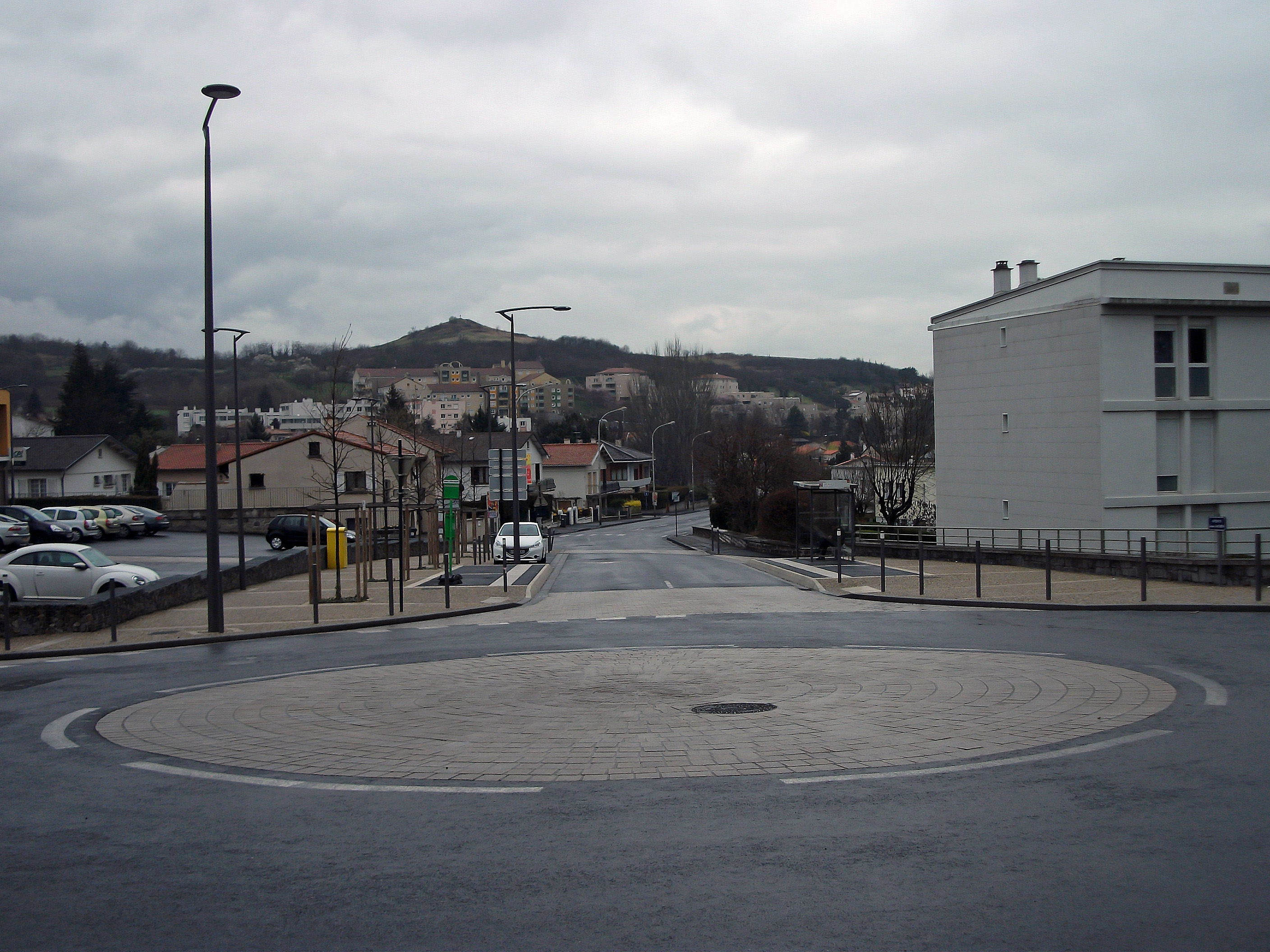
Vers Beaumont.
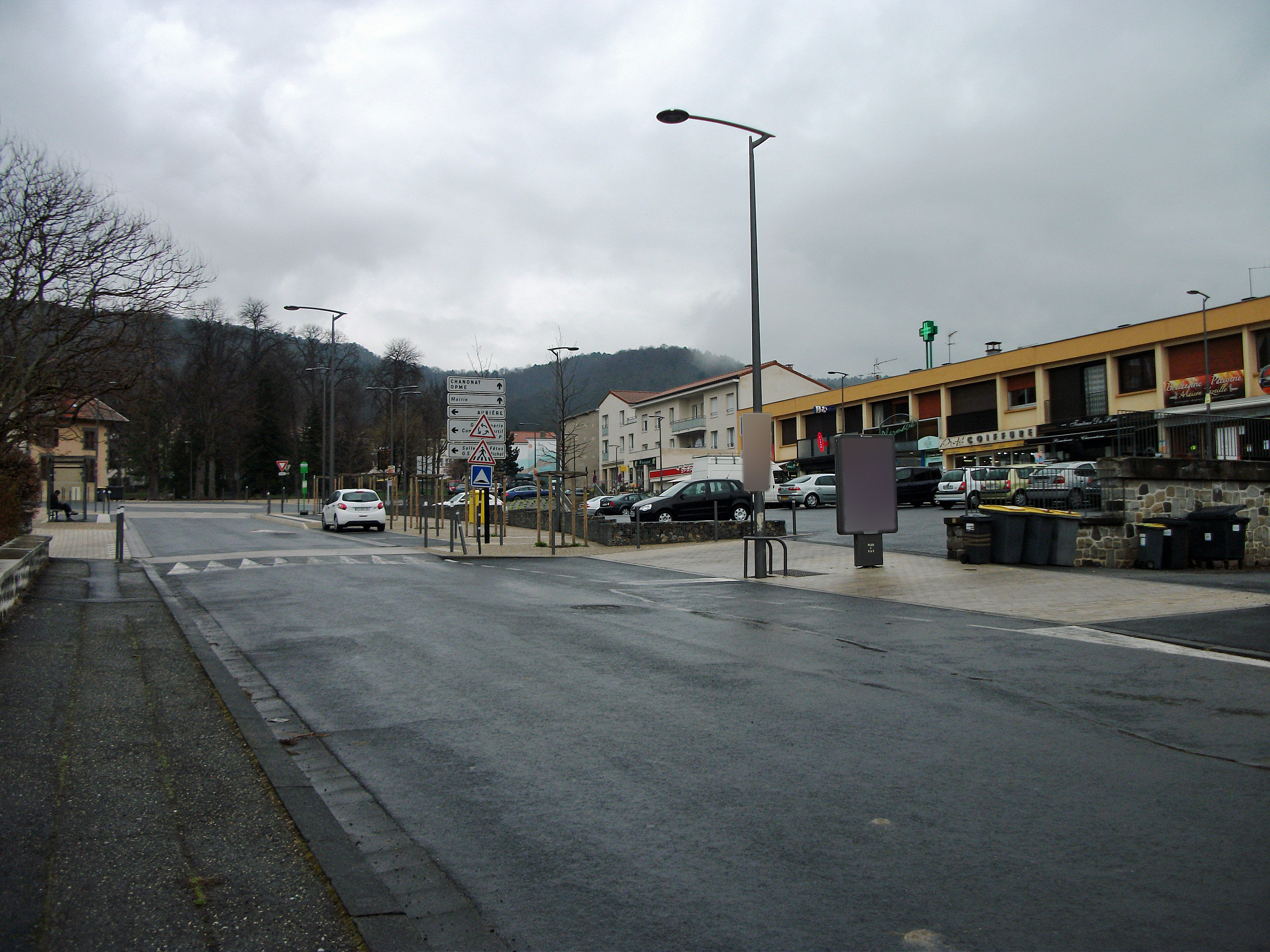
Vers Chanonat.

### Logement
En 2018, la commune comptait 3 910 logements, contre 3 785 en 2013. Parmi ces logements, 90,2 % étaient des résidences principales, 1,8 % des résidences secondaires et 8 % des logements vacants. Ces logements étaient pour 75,9 % d'entre eux des maisons individuelles et pour 23,9 % des appartements.
La proportion des résidences principales, propriétés de leurs occupants était de 70,4 %, en hausse sensible par rapport à 2013 (69,8 %). La part de logements HLM loués vides était de 13,7 % (contre 13,1 %).

### Planification de l'aménagement
La commune dispose d'un plan local d'urbanisme, approuvé par le conseil métropolitain de Clermont Auvergne Métropole le 4 mai 2018.

### Projets d'aménagement
Un pôle de vie — baptisé Bernard-Brajon, du nom de l'ancien maire — est en construction sur le site de l'ancien lycée professionnel Vercingétorix, à proximité des installations sportives communales. Ce projet, d'un coût de plus de 2,8 millions d'euros incluant des subventions de l'État, de la région Auvergne-Rhône-Alpes et du département, accueillera un espace d'accueil pour enfants, une cuisine fournissant des établissements de la commune (mais aussi ceux d'Aubière et de Pérignat-lès-Sarliève) et une salle « dédiée au spectacle vivant ».

### Voies de communication et transports

#### Voies routières
Le territoire communal est traversé par les routes départementales 3, 21, 21B, 120, 133, 800 et 2089. Par délibération du conseil métropolitain du 16 novembre 2018, certaines portions de routes traversant la commune et gérées par le département du Puy-de-Dôme ont été transférées à Clermont Auvergne Métropole et sont devenues des routes métropolitaines, à l'exception d'une partie de la RD 3 (au sud d'Opme) et des RD 120, 800 et 2089.
La route départementale 3 relie Clermont-Ferrand et Beaumont à Opme et à Chanonat, c'est une liaison nord-sud ; en venant d'Aubière, c'est la RD 21 qui assure la desserte du nord-est vers le sud-ouest, en desservant le quartier de Clémensat. Une RD 21B relie la RD 21 à Saulzet-le-Chaud.
La RD 120 relie Saulzet-le-Chaud, sur la RD 2089, à Opme ; elle y croise la RD 3 et la RD 800 prend son origine pour desservir le plateau de Gergovie.
L'autoroute A 75 est la plus proche (par la sortie 2) ; elle est accessible par la route départementale 2089, contournement sud de l'agglomération clermontoise, puis l'ancienne route nationale 89 pendant la traversée de Saulzet-le-Chaud.

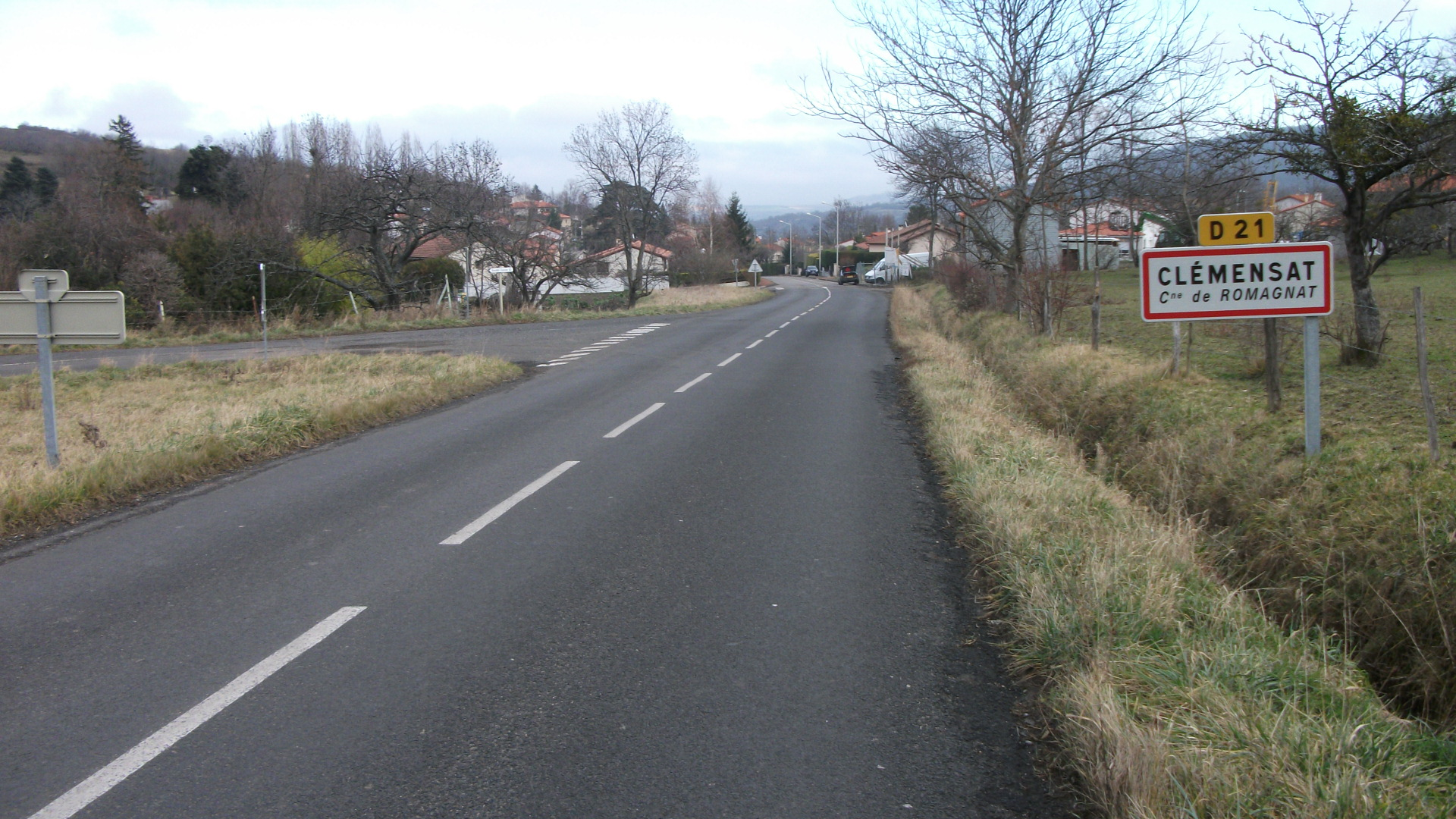
La route départementale 21 à l'entrée de Clémensat en janvier 2012.
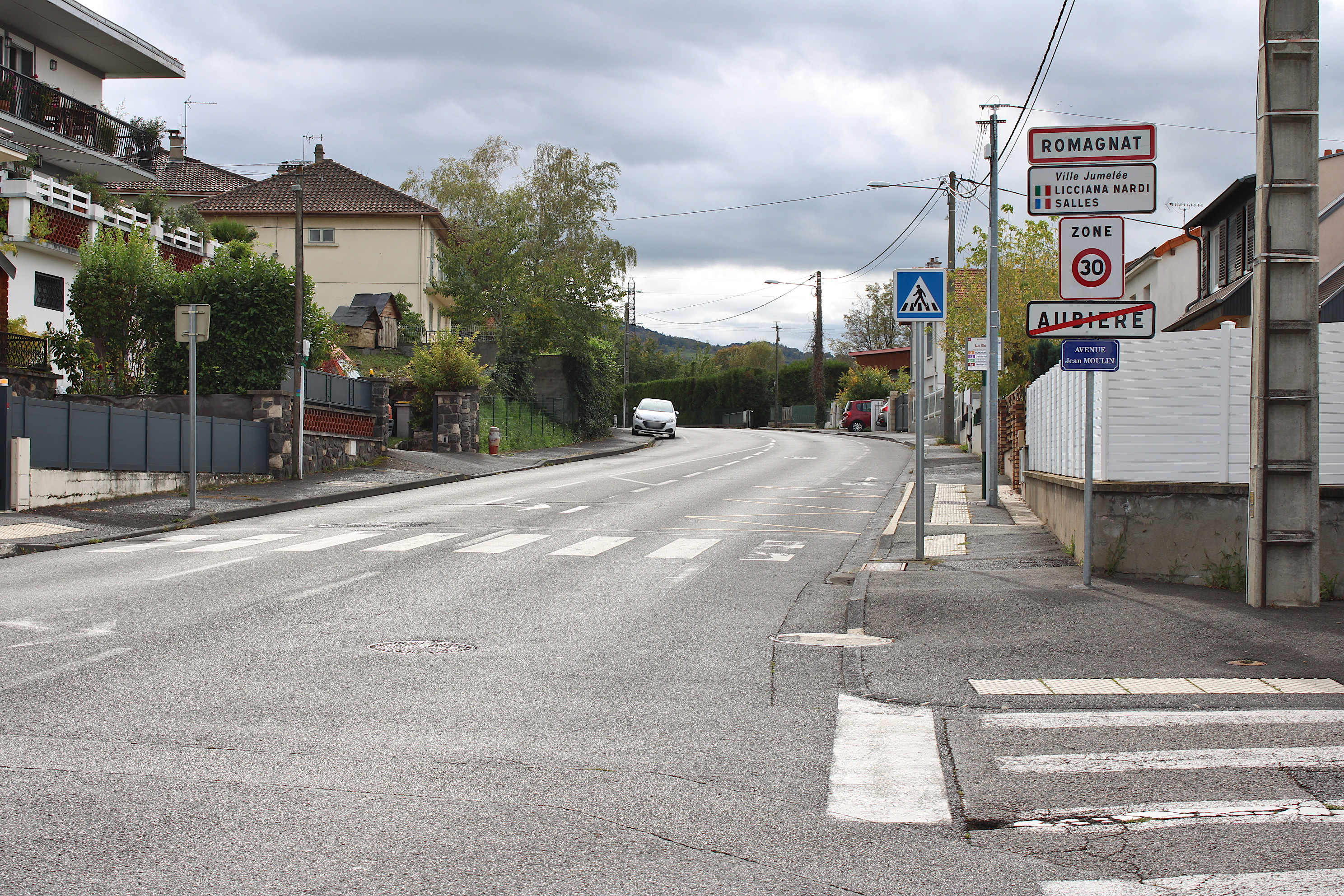
Entrée depuis Aubière.
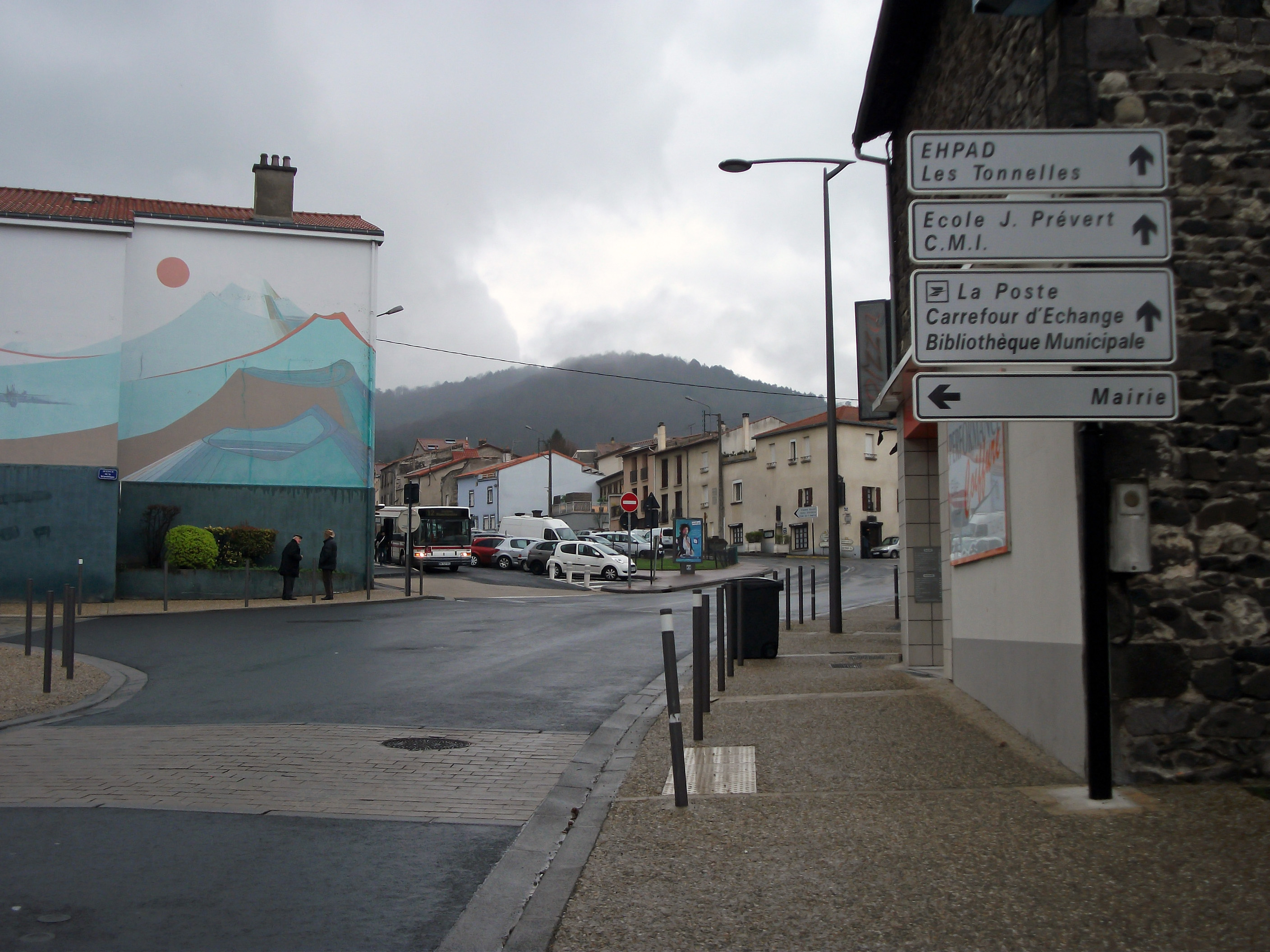
D 3 vers la place François-Mitterrand et Opme.

#### Transports en commun
Trois lignes du réseau T2C desservent la commune.
La ligne 3, prolongée à certaines heures de la place des Ramacles à Aubière jusqu'au terminus de Gergovia sur la départementale 3 en direction d'Opme, elle est fonctionnelle sept jours sur sept (les dimanches et jours fériés, certaines courses sont limitées à La Gazelle). Ces bus continuent vers Clermont-Ferrand jusqu'aux Vignes ou au stade Gabriel-Montpied via le centre-ville.
La ligne 12 dessert systématiquement la place François-Mitterrand. Elle relie la place Delille, à Clermont-Ferrand, et Aubière, du lundi au samedi. Celle-ci est doublée par la ligne 27 jusqu'à l'arrêt Tocqueville, en desservant les quartiers de Clémensat, Saulzet-le-Chaud et Opme. Un service de transport à la demande est proposé pour la desserte de ces deux quartiers.

### Énergie
La gestion de l'éclairage public est assurée par Clermont Auvergne Métropole. La commune procède à l'extinction de l'éclairage public entre 0 h 30 et 4 h 30 sauf pendant les fêtes de fin d'année et autour du 14 juillet.

### Risques naturels et technologiques
La commune est soumise à plusieurs risques :
- feu de forêt ;
- inondation ;
- mouvement de terrain : sur la période allant du 1er mai 1989 au 31 décembre 1991, la commune a subi plusieurs glissements de terrain par retrait-gonflement des sols argileux ; un arrêté de catastrophe naturelle a été publié au Journal officiel du 18 août 1992[18]. Elle se situe dans une zone à aléa fort[18] ;
- séisme : niveau 1b selon la classification déterministe de 1991[19] ou 3 (modérée) selon la classification probabiliste de 2011[17],[18].

Romagnat est aussi concernée par le risque transport de matières dangereuses, de tels véhicules pouvant emprunter le contournement sud de l'agglomération clermontoise ou traverser Saulzet-le-Chaud ; ils n'ont pas l'autorisation d'emprunter des voies structurantes de la commune comme le boulevard du Chauffour.
Un plan de prévention des risques naturels concernant l'inondation sur la rivière Artière a été prescrit par un arrêté du 27 décembre 1999 et approuvé le 6 mars 2002,. Le territoire de Clermont-Ferrand - Riom, auquel appartient Romagnat, est soumis à un risque important d'inondation.
La commune a élaboré un DICRIM, ainsi qu'un plan communal de sauvegarde.

## Histoire
Le nom de cette localité incite à lui trouver une origine liée à l'époque gallo-romaine. Une des hypothèses les plus souvent avancées est celle selon laquelle il faudrait la voir dans la phrase latine Romanii hac Obiere et Perignum, que l'on peut traduire approximativement par « les Romains périrent ici » (cf. la victoire des Gaulois au siège de Gergovie, car ce célèbre lieu qui consacra la victoire, en juin 52 av. J.-C., de Vercingétorix sur Jules César en personne aux commandes de ses armées, est abrité sur le territoire communal). C'est évidemment une fausse étymologie savante inventée à l'époque moderne qu'il faut rejeter définitivement.
Le XVe siècle voit Romagnat entreprendre ses premières fortifications qui doivent assurer la sécurité des habitants. Outre un fossé et d'épais remparts, huit tours gardent les entrées de la ville. Il ne reste aujourd’hui que la tour du Terrail, face à la Poste.
En 1631, la peste fait des ravages dans la ville.
En mars 1789, Romagnat et Opme, paroisses distinctes à l'époque, rédigent deux cahiers de doléances qui sont conservés aux Archives départementales. Le 22 mars 1789, le Baron Emmanuel d'Aubier de la Monteilhe, seigneur de Saulzet, est désigné rapporteur de la Commission nommée pour examiner la question importante de l'égalité de tous devant l'impôt.
L'événement majeur du Second Empire est sans conteste la visite de Napoléon III à Gergovie (à l'époque appelé Merdogne) et à Romagnat. Elle engendre un grand émoi au sein de la commune, comme en témoigne le compte rendu du conseil municipal en date du 26 juin 1862 (registre en Mairie).
En août 1910, pour la fête patronale, l'électricité brille sur Romagnat.
En 1940-1941, le général de Lattre de Tassigny séjourne dans le village voisin d'Opme où il fonde une école de cadres.
En 1959 débute la construction de la cité de Bezance. C'est le départ de l'expansion démographique et urbaine. Romagnat prend son caractère de banlieue résidentielle de Clermont-Ferrand, tandis que Saulzet et Opme conservent longtemps encore leur aspect agricole de semi-montagne.
En 1961, la commune achète au baron de Tocqueville le château de Bezance pour en faire l'hôtel de ville.

## Politique et administration

### Découpage territorial
La commune de Romagnat est membre de la métropole Clermont Auvergne Métropole, un établissement public de coopération intercommunale (EPCI) à fiscalité propre créé le 24 décembre 1999 (en tant que communauté d'agglomération Clermont Communauté, devenue communauté urbaine le 1er janvier 2017 et métropole depuis le 1er janvier 2018) dont le siège est à Clermont-Ferrand. Ce dernier est par ailleurs membre d'autres groupements intercommunaux.
Sur le plan administratif, elle a d'abord été rattachée au district de Clermont-Ferrand en 1793, devenu l'arrondissement de Clermont-Ferrand en 1801, à la circonscription administrative de l'État du Puy-de-Dôme et à la région Auvergne-Rhône-Alpes. Elle était membre du canton d'Aubieres sous l'an II, puis du canton de Clermont-Ferrand-Sud de 1801 à 1982 et du canton d'Aubière depuis 1982.
Sur le plan électoral, elle dépend du canton d'Aubière pour l'élection des conseillers départementaux, depuis le redécoupage cantonal de 2014 entré en vigueur en 2015, et de la quatrième circonscription du Puy-de-Dôme pour les élections législatives, depuis le dernier découpage électoral de 2010 (2e circonscription avant le redécoupage).

### Tendances politiques et résultats
Jusqu'en mars 2014, Romagnat était plutôt tournée à gauche. Les électeurs ont choisi un candidat de gauche aux élections législatives de 2002, 2007 et 2012 et ont voté en majorité pour le candidat élu aux élections présidentielles et régionales.
À l'élection présidentielle de 2002, Jacques Chirac avait recueilli plus de 90 % des suffrages exprimés, avec un taux de participation de 85,09 %. À partir de 2007, ce sont les candidats de gauche qui ont recueilli le plus de voix, avec Ségolène Royal (battue à l'échelle nationale) en 2007 (55,97 %, participation 88,45 %) et François Hollande (élu à l'échelle nationale) en 2012 (61,09 %, participation 85,78 %).
Aux élections législatives : à l'époque où le canton d'Aubière se retrouvait dans la 2e circonscription, Alain Néri avait recueilli la majorité des voix en 2002 (51,07 %, participation 65,51 %) et en 2007 (58,21 %, participation 62,07 %). En 2012, dans la nouvelle 4e circonscription, Jean-Paul Bacquet, élu au premier tour, obtient 48,40 % des voix, avec un taux de participation de 58,13 %.
Aux élections européennes, les deux meilleurs scores dans la commune sont détenus en 2004 par Catherine Guy-Quint (39,03 %) et Brice Hortefeux (20,35 %), puis en 2009 par Jean-Pierre Audy (25,71 %) et Henri Weber (23,51 %). Les taux de participation sont inférieurs à 50 % (respectivement 48,15 % et 48 %).
Aux élections régionales de 2004, à l'époque de la nomination du président du Conseil régional d'Auvergne, Pierre-Joël Bonté avait recueilli 55,48 % des suffrages exprimés, avec un taux de participation de 71,51 %. En 2010, René Souchon obtenait 65,82 % des voix dans la commune, avec une participation moindre (57,59 %).
Le maire sortant s'est représenté aux élections municipales de 2014 mais a été battu par un candidat tenant une liste divers droite, Laurent Brunmurol, qui obtient 63,79 % des suffrages (2 497 voix sur 3 914 exprimés). Le taux de participation est de 65,65 % (4 101 votants sur 6 247 inscrits).

### Administration municipale
Le nombre d'habitants au dernier recensement étant compris entre 5 000 et 9 999, le nombre de membres du conseil municipal est de 29.
Le conseil municipal est composé de huit adjoints et de dix-neuf conseillers municipaux (quinze de la majorité et quatre d'opposition.

### Liste des maires

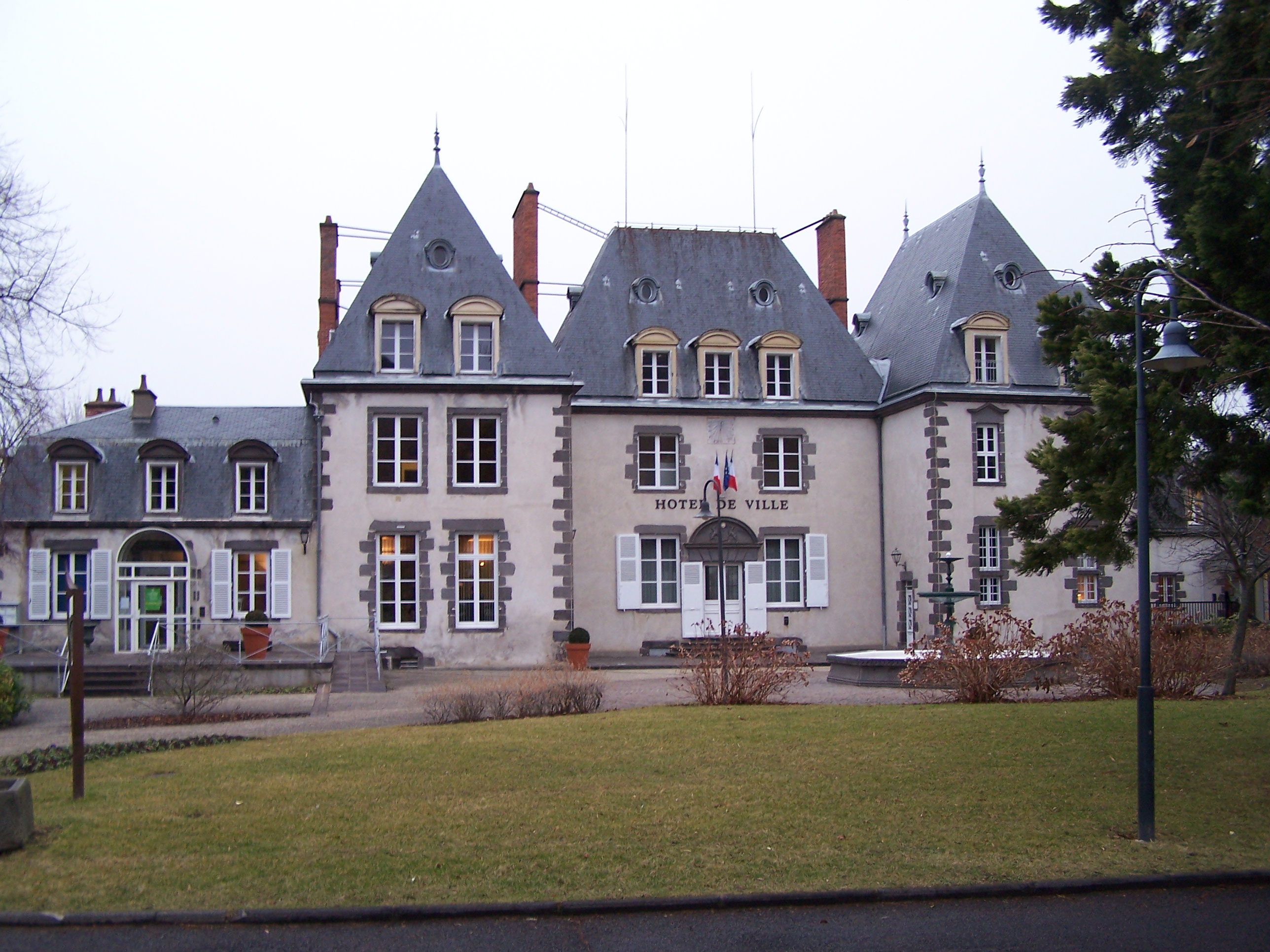
Mairie - château de Bezance.

| Période                                  | Période                    | Identité               | Étiquette    | Qualité |
| ---------------------------------------- | -------------------------- | ---------------------- | ------------ | --- |
| Les données manquantes sont à compléter. |                            |                        |              | |
| 1945                                     | 1985                       | Arsène Boulay          | FGDS puis PS | Fonctionnaire des Ponts et chaussées Député de la 1re circonscription du Puy-de-Dôme (1963-1978) Conseiller général du canton de Clermont-Ferrand-Sud (1962-1982) Conseiller général du canton d'Aubière (1982-1988) Président du conseil général du Puy-de-Dôme (1970-1973 puis 1976-1988) |
| 1985                                     | 2006                       | Bernard Brajon         | PS           | |
| 2006                                     | mars 2008                  | Jean-François Sauvadet | PS puis DVG  | |
| mars 2008                                | mars 2014                  | François Farret        | PS           | Médecin |
| mars 2014 (réélu en 2020)                | En cours (au 30 août 2020) | Laurent Brunmurol,     | DVD          | Comptable Membre du bureau communautaire CAM |

### Finances communales
En 2019, le budget municipal s'élevait à 6 914 357 € en fonctionnement et à 8 282 255 € en investissement. Ces montants ont été votés lors d'un conseil municipal tenu le 31 janvier 2019. Ce budget sert notamment à la mise en accessibilité de certains équipements communaux aux personnes à mobilité réduite, à la rénovation de l'éclairage public ou encore le développement de l'attractivité de la commune, notamment avec la rénovation de la place François-Mitterrand.
Les taux d'imposition votés par la commune sont les suivants :
| | Part communale | Part intercommunale |
| --- | -------------- | ------------------- |
| Taxe d'habitation | 13,24 %        | 10,45 %             |
| Taxe foncière sur les propriétés bâties | 86,84 %        | 2,36 %              |
| Taxe foncière sur les propriétés non bâties | 17,94 %        | 11,28 %             |
| Part communale : taux votés par le conseil municipal. Part intercommunale : taux votés par le conseil métropolitain de Clermont Auvergne Métropole. |                |                     |

### Jumelages
Romagnat est jumelée avec deux communes :
- Licciana Nardi, région de la Toscane (Italie) depuis le 1er octobre 1997 ;
- Salles, département de la Gironde (France) depuis le 26 mai 2017.

## Équipements et services publics

### Eau, assainissement et déchets
La gestion de l'eau et de l'assainissement collectif est assurée par Clermont Auvergne Métropole. L'assainissement non collectif est quant à lui géré par le syndicat mixte de l'eau de la région d'Issoire.
Une déchèterie, gérée par Clermont Auvergne Métropole, est implantée sur le territoire communal,.

### Espaces publics
Les 22 hectares d'espaces verts de la commune sont entretenus sans utilisation de produits phytosanitaires depuis 2016. Romagnat s'est engagée dans une démarche « zéro phyto ».
La commune dispose de trois parcs :
- le parc Bernard-de-Tocqueville, avec une aire de jeux ;
- le parc de Saulzet-le-Chaud, près de l'école, avec une aire de jeux et un terrain de pétanque à proximité ;
- un parc à Opme.

### Enseignement
Romagnat dépend de l'académie de Clermont-Ferrand. Elle gère cinq écoles primaires dont deux aux niveaux maternelle et élémentaire (Jacques-Prévert et Louise-Michel), ainsi qu'une école élémentaire (Saulzet-le-Chaud).
Les élèves poursuivent leur scolarité au collège Joliot-Curie d'Aubière ou au collège Henri-Pourrat de Ceyrat, puis à Clermont-Ferrand, au lycée Blaise-Pascal (ou Jeanne-d'Arc).
Le conseil régional d'Auvergne gérait le lycée professionnel Vercingétorix, mais dans le cadre du nouveau schéma sur l'offre de formation des lycées professionnels, et malgré plusieurs manifestations contre la fermeture de cet établissement, celui-ci a fermé ses portes en 2015. Des formations ont dû être transférées vers d'autres lycées de l'agglomération clermontoise (La Fayette et Roger-Claustres à Clermont-Ferrand), le bâtiment de ce lycée étant « construit en 1979 [et] en très mauvais état » qui aurait dû conduire à sa « fermeture administrative ».
L'établissement régional d'enseignement adapté de Lattre-de-Tassigny est situé dans le quartier d'Opme,, ; c'est une ancienne école de cadres construite par de Lattre, de 1940 à 1941.
En 2018, sur une population non scolarisée de quinze ans ou plus de 6 046 habitants, 18,3 % n'étaient titulaires d'aucun diplôme ou au plus d'un brevet d'études du premier cycle ou du diplôme national du brevet, 25,2 % d'un CAP ou d'un BEP, 16,2 % d'un baccalauréat, et 33,6 % d'un diplôme de l'enseignement supérieur.

### Justice, sécurité, secours et défense
Sur le plan judiciaire, Romagnat relève de la cour d'appel de Riom et des tribunaux judiciaire et de commerce de Clermont-Ferrand.

## Population et société

### Démographie
L'évolution du nombre d'habitants est connue à travers les recensements de la population effectués dans la commune depuis 1793. Pour les communes de moins de 10 000 habitants, une enquête de recensement portant sur toute la population est réalisée tous les cinq ans, les populations de référence des années intermédiaires étant quant à elles estimées par interpolation ou extrapolation. Pour la commune, le premier recensement exhaustif entrant dans le cadre du nouveau dispositif a été réalisé en 2006.

En 2022, la commune comptait 7 905 habitants, en évolution de +3,55 % par rapport à 2016 (Puy-de-Dôme : +2,1 %, France hors Mayotte : +2,11 %).
| 1793  | 1800  | 1806  | 1821  | 1831  | 1836  | 1841  | 1846  | 1851  |
| ----- | ----- | ----- | ----- | ----- | ----- | ----- | ----- | ----- |
| 1 507 | 1 884 | 2 068 | 1 973 | 2 129 | 2 094 | 1 990 | 1 952 | 1 847 |

| 1856  | 1861  | 1866  | 1872  | 1876  | 1881  | 1886  | 1891  | 1896  |
| ----- | ----- | ----- | ----- | ----- | ----- | ----- | ----- | ----- |
| 1 778 | 1 765 | 1 660 | 1 710 | 1 715 | 1 701 | 1 606 | 1 652 | 1 576 |

| 1901  | 1906  | 1911  | 1921  | 1926  | 1931  | 1936  | 1946  | 1954  |
| ----- | ----- | ----- | ----- | ----- | ----- | ----- | ----- | ----- |
| 1 506 | 1 376 | 1 323 | 1 157 | 1 301 | 1 246 | 1 231 | 1 239 | 1 729 |

| 1962  | 1968  | 1975  | 1982  | 1990  | 1999  | 2006  | 2011  | 2016  |
| ----- | ----- | ----- | ----- | ----- | ----- | ----- | ----- | ----- |
| 3 064 | 4 244 | 5 983 | 6 974 | 8 268 | 8 177 | 8 271 | 8 049 | 7 634 |

| 2021  | 2022  | - | - | - | - | - | - | - |
| ----- | ----- | - | - | - | - | - | - | - |
| 7 869 | 7 905 | - | - | - | - | - | - | - |

Depuis les années 1960, la population n'a cessé d'augmenter. Le solde naturel était en effet très élevé sur la période 1968-1975, avec un taux de natalité de 19,9 ‰ contre un taux de mortalité de 5,5 ‰. Le taux annuel moyen de variation atteignait 5 %. Depuis les années 1990, le taux de variation annuelle moyenne de la population est négatif.
La population de la commune est relativement âgée. Le taux de personnes d'un âge supérieur à soixante ans (34 %) est en effet supérieur au taux national (26,1 %) et au taux départemental (27,9 %).
À l'instar des répartitions nationale et départementale, la population féminine de la commune est supérieure à la population masculine. Le taux (52,7 %) est supérieur aux taux national et départemental (51,6 %).
| Hommes | Classe d’âge | Femmes |
| ------ | ------------ | ------ |
| 0,7    | 90 ans ou +  | 1,6    |
| 10,1   | 75 à 89 ans  | 12,1   |
| 21,3   | 60 à 74 ans  | 21,9   |
| 21,7   | 45 à 59 ans  | 22     |
| 16     | 30 à 44 ans  | 14,9   |
| 14,9   | 15 à 29 ans  | 13,4   |
| 15,3   | 0 à 14 ans   | 14     |

| Hommes | Classe d’âge | Femmes |
| ------ | ------------ | ------ |
| 0,7    | 90 ans ou +  | 2      |
| 7      | 75 à 89 ans  | 10,2   |
| 17,6   | 60 à 74 ans  | 18,3   |
| 20,4   | 45 à 59 ans  | 19,5   |
| 18,5   | 30 à 44 ans  | 17,4   |
| 18,6   | 15 à 29 ans  | 17,2   |
| 17,2   | 0 à 14 ans   | 15,5   |

En 2018, on comptait 3 538 ménages (soit 7 644 habitants), dont 30,4 % sont des ménages d'une personne et 67,6 % avec familles. Parmi les 2 392 ménages avec famille, 24,1 % étaient des couples avec enfants, 8,9 % des familles monoparentales et 34,6 % des couples sans enfant.

### Sports

#### Équipements sportifs
La commune dispose de plusieurs équipements sportifs :
- le stade des Pérouses, composé d'un terrain principal (Michel-Brun) et d'un terrain d'entraînement en gazon naturel, un terrain de football en gazon synthétique et d'une piste d'athlétisme ;
- le complexe polyvalent, géré par la métropole, où sont pratiqués basket-ball, volley-ball, badminton et tennis de table ;
- six courts de tennis (deux couverts et quatre extérieurs) ;
- un citypark permettant la pratique du football, du handball et du basket-ball ;
- trois terrains de pétanque ;
- il existe également des salles de sport au sein du foyer laïc d'éducation populaire.

#### Clubs sportifs
Associations sportives de la commune
- Le Romagnat Tennis Club l'association la plus importante avec environ 350 adhérents
- L'ASM Romagnat rugby féminin (anciennement Ovalie romagnatoise Clermont Auvergne), un club de rugby à XV féminin créé en 1974, trois fois champion de France (1994, 1995 et 2021)[52],[53] ;
- L'AS Romagnat Basket est un club de basket-ball ;
- L'Association Sportive Romagnatoise (ASR), avec les sections : athlétisme, football, handball, plongée, etc.

### Médias
- Presse régionale : La Montagne
- Bulletins municipaux : Romagnat Info, trimestriel ; Romagnat en Bref[54]
- Radio à l'échelle régionale : France Bleu Pays d'Auvergne

## Économie
La commune dispose, sur son territoire, de deux zones d'activités, gérées par Clermont Auvergne Métropole :
- la zone d'activités de l'Artière, à vocation industrielle et commerciale, qui s'étend sur 684 000 m2 et compte 163 entreprises ;
- la zone d'activités tertiaires du Cheix, qui s'étend sur 24 000 m2 et compte 18 entreprises.

### Revenus de la population et fiscalité
En 2011, le revenu fiscal médian par ménage s'élevait à 35 622 €, ce qui plaçait Romagnat au 7 023e rang des communes de plus de 49 ménages en métropole.

### Emploi
En 2018, la population âgée de 15 à 64 ans s'élevait à 4 608 personnes, parmi lesquelles on comptait 74 % d'actifs dont 67,4 % ayant un emploi et 6,6 % de chômeurs.
On comptait 2 302 emplois dans la zone d'emploi. Le nombre d'actifs ayant un emploi résidant dans la zone étant de 3 138, l'indicateur de concentration d'emploi s'élève à 73,4 %, ce qui signifie que la commune offre moins d'un emploi par habitant actif.
Sur les 3 427 habitants actifs, la majorité sont des employés (922, dont 779 ont un emploi). La commune compte par ailleurs 911 professions intermédiaires (dont 866 avec un emploi), 758 cadres et professions intellectuelles supérieures (tous avec emploi), 612 ouvriers (531), 183 artisans, commerçants ou chefs d'entreprise (168) et 31 agriculteurs exploitants, ces derniers ayant tous un emploi. Toutefois, parmi les 2 263 emplois, elle compte plus de professions intermédiaires (675, 29,8 %) que d'employés (611, 27,0 %) ou d'ouvriers (531, 23,5 %). Par secteur d'activité, le secteur administratif compte plus d'emplois (901, soit 49,8 %) que dans le commerce (667, soit 29,5 %).
2 771 des 3 138 personnes âgées de quinze ans ou plus (soit 88,3 %) sont des salariés. 18,2 % des actifs travaillent dans la commune de résidence.

### Entreprises
Au 31 décembre 2018, Romagnat comptait 444 unités légales, dont 88 dans le commerce de gros et de détail, les transports, l'hébergement ou la restauration ou dans l'administration publique, l'enseignement, la snté humaine et l'action sociale, 86 dans les activités spécialisées, scientifiques et techniques et les activités de services administratifs et de soutien et 74 dans la construction.
En outre, elle comptait 484 établissements.

#### Agriculture
La commune comptait en 2018, au sens de l'Insee, 31 agriculteurs exploitants, 29 emplois dans cette catégorie socio-professionnelle et 36 emplois dans ce secteur d'activité.
Elle comptait dix-sept exploitations agricoles en 2010, contre 24 en 2000 et 25 en 1988, pour une superficie agricole qui a en revanche augmenté (905 hectares en 2010 contre 659 en 2000 et 480 en 1988).

#### Industrie et artisanat
Romagnat comptait 239 emplois en 2018 (soit 10,6 % des emplois de la commune), dont 92,3 % de salariés.

#### Commerce et services

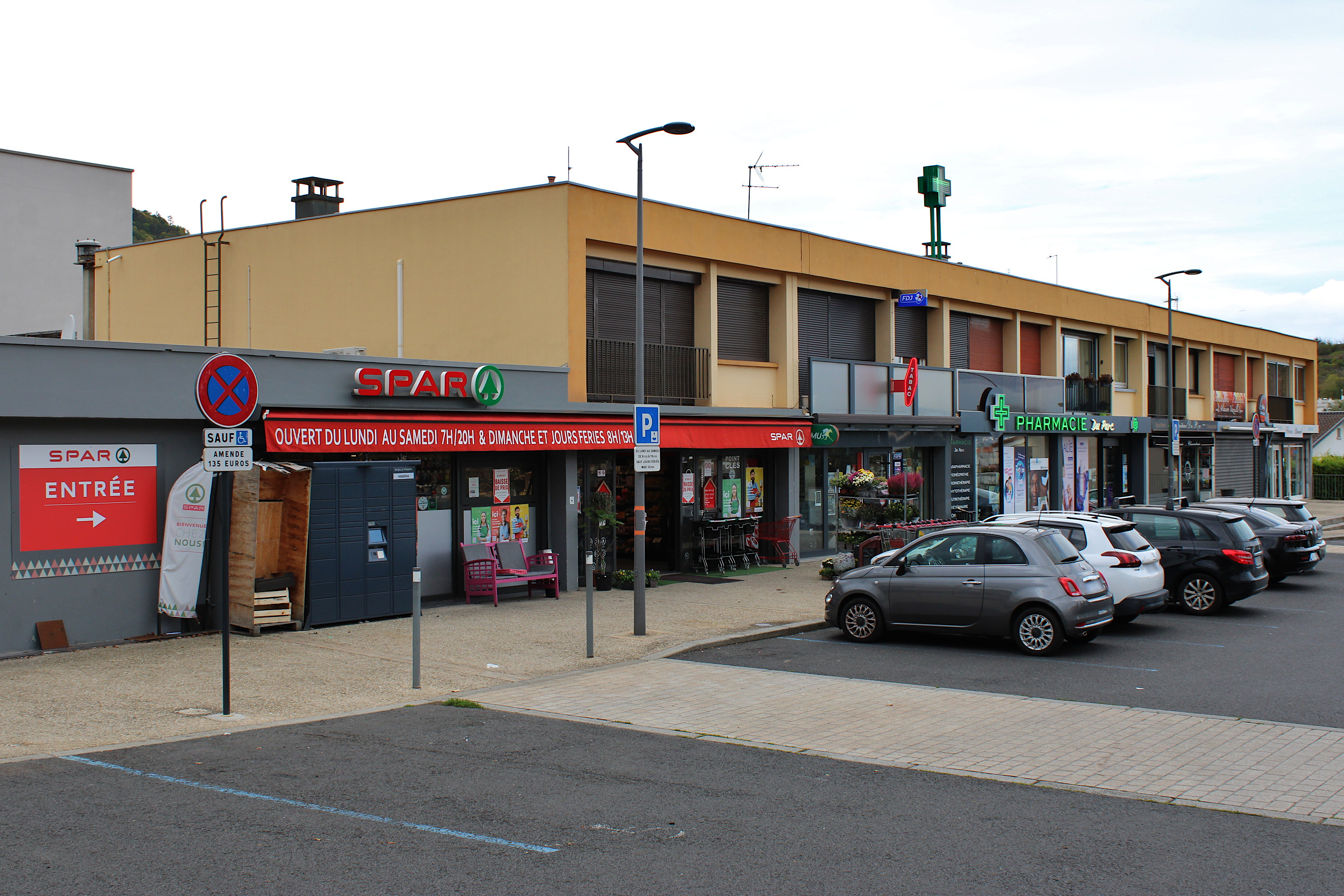
Quelques commerces sont implantés dans le centre-ville (ici dans le quartier de Bezance).

Le secteur du commerce (et par extension aux transports et aux services divers) représentait 29,5 % des emplois de la commune en 2018.
La commune de Romagnat compte entre autres deux supermarchés, trois pharmacies, quatre boulangers et cinq restaurants.

## Culture et patrimoine

### Lieux et monuments
Romagnat compte deux édifices protégés au titre des monuments historiques et un lieu répertorié à l'inventaire général du patrimoine culturel, tous situés dans le village d'Opme :
- l'église d'Opme, XIe siècle, inscrite au titre des monuments historiques depuis le 17 juin 1959[57] ;
- le château d'Opme, XIVe et XVIIe siècles, classé monument historique le 6 septembre 1916 (sa ferme est inscrite le 20 mars 2006)[58]. Son jardin (du XVIIe siècle) est classé monument historique depuis le 6 novembre 1969[59].

Autres édifices :
- La mairie est un château ancien.

### Personnalités liées à la commune
- Pierre-Antoine Taché (1766-1829), homme politique, député du Puy-de-Dôme en 1815, lors des Cent-Jours.
- Michel Vasson (1873-1924), poète.
- Noël Boucheix (1900-1985), prélat et missionnaire catholique français.
- Thierry Chincholle (1966), joueur de Scrabble.

### Héraldique
| Blason de Romagnat | Blason  | De sable au chevron d'or accompagné en chef de deux besants d'argent et en pointe d'une tour du même ouverte du champ. |
| Blason de Romagnat | Détails | Le statut officiel du blason reste à déterminer.                                                                       |